# Forever Delayed
Forever Delayed es un álbum recopilatorio de la banda de rock galesa Manic Street Preachers, publicado el 28 de octubre de 2002. Contiene tres sencillos que no habían sido incluidos en ningún álbum oficial ("Motown Junk", "Suicide Is Painless" y "The Masses Against the Classes") y dos canciones nuevas,  "There by the Grace of God" y "Door to the River". Ocupó la cuarta posición en la lista de éxitos UK Albums Chart.

## Lista de canciones

### Disco 1
1. "A Design for Life"
2. "Motorcycle Emptiness"
3. "If You Tolerate This Your Children Will Be Next"
4. "La Tristesse Durera (Scream to a Sigh)"
5. "There by the Grace of God"
6. "You Love Us"
7. "Australia"
8. "You Stole the Sun from My Heart"
9. "Kevin Carter"
10. "Tsunami"
11. "The Masses Against the Classes"
12. "From Despair to Where"
13. "Door to the River"
14. "Everything Must Go"
15. "Faster"
16. "Little Baby Nothing"
17. "Theme from M*A*S*H"
18. "So Why So Sad"
19. "The Everlasting"
20. "Motown Junk"

### Disco 2: Remixes
1. "La Tristesse Durera (Scream to a Sigh) (The Chemical Brothers Remix)"
2. "If You Tolerate This Your Children Will Be Next (David Holmes Remix)"
3. "Tsunami (Cornelius Remix)"
4. "So Why So Sad (The Avalanches Remix)"
5. "Faster (The Chemical Brothers Remix)"
6. "If You Tolerate This Your Children Will Be Next (Massive Attack Remix)"
7. "Kevin Carter (Jon Carter Remix)"
8. "You Stole the Sun from My Heart (David Holmes Remix)"
9. "Tsunami (Stereolab Remix)"
10. "Let Robeson Sing (Ian Brown Remix)"
11. "The Everlasting (Stealth Sonic Orchestra Vocal Remix)"
12. "You Stole the Sun from My Heart (Mogwai Remix)"
13. "A Design for Life (Stealth Sonic Orchestra Remix)"